# Großsteingrab Gård Mølleholm
Das Großsteingrab Gård Mølleholm war eine megalithische Grabanlage der jungsteinzeitlichen Nordgruppe der Trichterbecherkultur im Kirchspiel Lille Lyngby in der dänischen Kommune Hillerød. Es wurde im 19. Jahrhundert zerstört.

## Lage
Das Grab lag nordöstlich von Meløse auf einem Feld östlich des Hofs Mølleris. In der näheren Umgebung gibt bzw. gab es zahlreiche weitere megalithische Grabanlagen.

## Forschungsgeschichte
Im Jahr 1887 führten Mitarbeiter des Dänischen Nationalmuseums eine Dokumentation der Fundstelle durch. Zu dieser Zeit waren keine baulichen Überreste mehr auszumachen. 

## Beschreibung
Die Anlage besaß eine ost-westlich orientierte längliche Hügelschüttung unbekannter Größe. Von der Umfassung waren vor 1887 noch mehrere große Steine erkennbar.
Der Hügel enthielt eine Grabkammer, die wohl als Urdolmen anzusprechen ist. Sie hatte einen rechteckigen Grundriss und bestanden aus vier Wandsteinen und drei (?) Decksteinen. Zur Orientierung und den Maßen liegen keine Angaben vor.